# Batuliya Point
Der Batuliya Point (englisch; bulgarisch нос Батулия nos Batulija) ist eine 550 m lange Landspitze an der Ostküste von Robert Island im Archipel der Südlichen Shetlandinseln. Sie bildet 5,4 km südöstlich des Robert Point, 3 km nordnordöstlich des Sadala Point und 1,9 km südlich des Kitchen Point den östlichen Ausläufer der Insel und die Südseite der Einfahrt zur Tsepina Cove.
Bulgarische Wissenschaftler kartierten sie 2009. Die bulgarische Kommission für Antarktische Geographische Namen benannte sie im selben Jahr nach der Ortschaft Batulija im Westen Bulgariens.